# Reden (Dąbrowa Górnicza)
Reden ist der älteste Arbeitersiedlung im Dombrowaer Kohlebecken sowie ein Stadtteil der heutigen Stadt Dąbrowa Górnicza, östlich des Stadtzentrums.
1796, ein Jahr nach der Dritten Teilung Polens, wurde östlich des Dorfs Dąbrowa die erste Zeche in Neuschlesien eröffnet, die nach dem Oberberghauptmann Friedrich Wilhelm von Reden benannt wurde (siehe Kopalnia Węgla Kamiennego Paryż#Reden). 1807 kam das Gebiet ins Herzogtum Warschau und 1815 ins neu entstandene russisch beherrschte Kongresspolen. 1820 bis 1822 siedelten sich die ersten Arbeiter der Zeche entlang des Wegs von Dąbrowa nach Gołonóg an. Die moderne Arbeitersiedlung wurde von der Staat unter der Leitung von Stanisław Staszic zwischen den Jahren 1824 bis 1829 gebaut, danach wurde sie schrittweise ausgebaut (z. B. in den Jahren 1836–1839).
Dort siedelten sich im Jahr 1825 die ersten protestantischen Bergleute aus Sachsen und dem Harz an, was der Anfang der evangelisch-augsburgischen Kirchengemeinde Bendzin bzw. Dombrowa war. Die Kolonie wurde um die Mitte des 19. Jahrhunderts auch als Kolonia Dąbrowa bezeichnet. 1861 wurde dort die erste Bibliothek im Dombrowaer Kohlebecken eröffnet. Um das Jahr 1880 gab es in der Kolonie 182 Häuser mit 1630 Einwohnern und Reden wurde schon als Teil von Dąbrowa betrachtet.
Die Grube Reden wurde im Jahr 1935 geschlossen. Der Stadtteil hat heute keinen industriellen Charakter. Dort befinden sich u. a. ein Finanzamt, der Haller-Park an der Stelle der ehemaligen Zeche, ein Aquapark, ein Wochenmarkt.

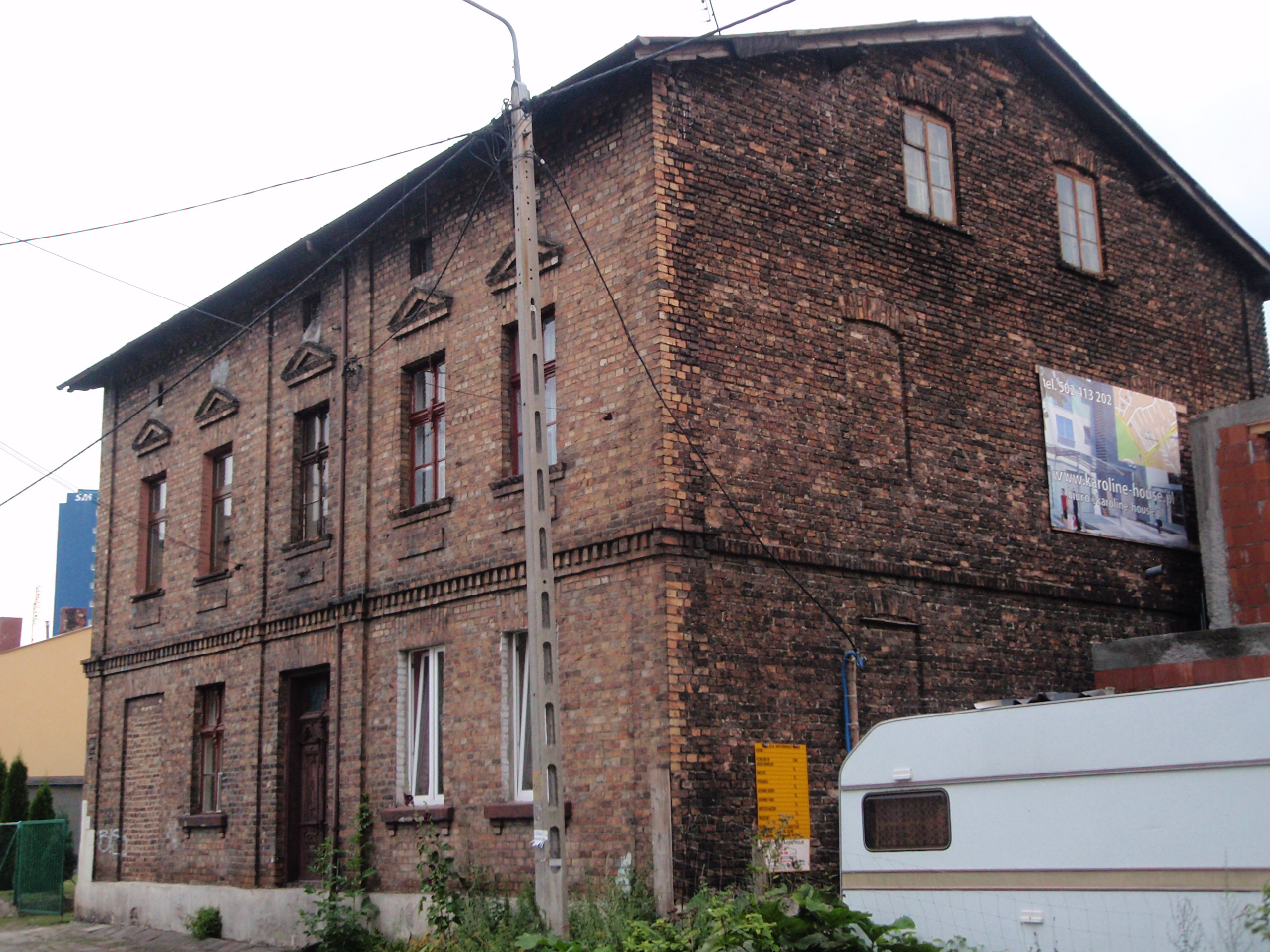
Ein Bergarbeiterhaus in Reden, siehe auch Bergarbeiterhäuser in Oberschlesien
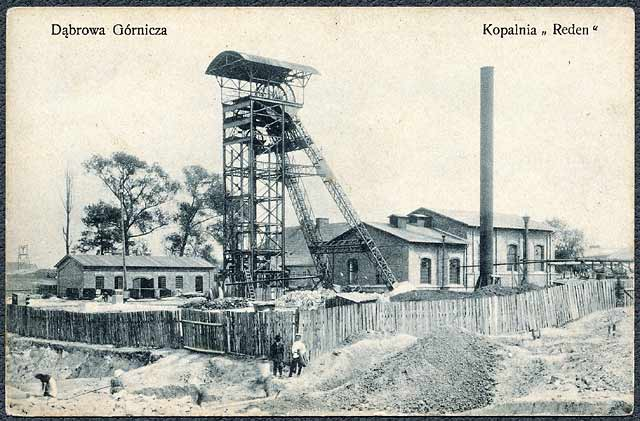
Die Steinkohlenbergwerk Reden